# アドルフ・ヒトラーの演説一覧

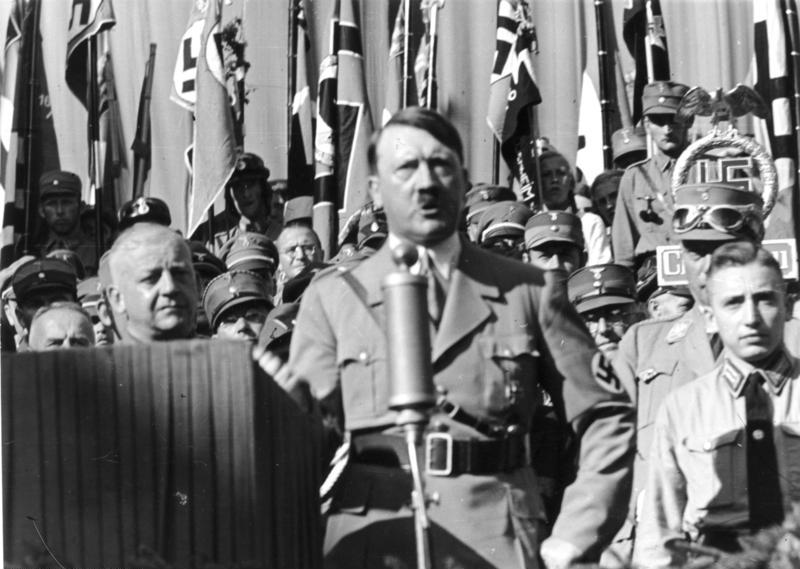
1935年、ローゼンハイムで演説するヒトラー

アドルフ・ヒトラーの演説一覧では、国家社会主義ドイツ労働者党（ナチ党）およびナチス・ドイツの指導者（総統）アドルフ・ヒトラーによって行われた演説について記述する。

## ヒトラーと演説

### 権力掌握までの演説

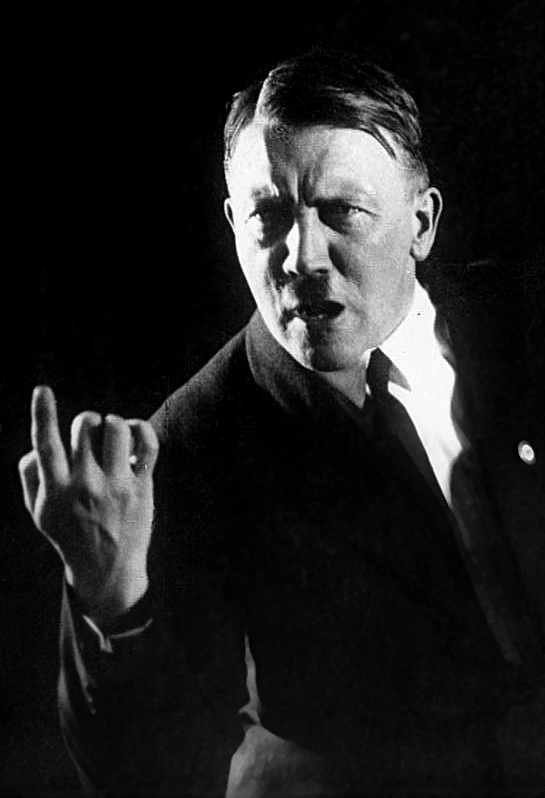
1927年、ハインリヒ・ホフマンによって撮影された演説するヒトラーの姿を収めたポストカードの一枚。チャールズ・チャップリンは「この顔はもはやコミカルではなく、不気味である」という感想を残している。後年ヒトラーに演説の指導を行ったデフリーントは、ジェスチャーが自己目的になっていると指摘し、ジェスチャーは意味を持つものでなければならないと指導している。

アドルフ・ヒトラーは友人アウグスト・クビツェクの前で建築や政治について熱を込めて語ることはあったが、多くの人の前で演説したことはなかった。クビツェクの回想によれば、話の内容には興味がなかったが、それでも生き生きと語るその技術には毎回感心させられたという。複数人の前で演説と呼べるものを初めて行ったのは、1919年、バイエルン革命ののち、ヴァイマル共和国軍に帰還してきた兵士を再教育するための啓発教育部隊に勤務していたころのことである。同僚の兵士に対して雄弁に説得し、次第に周囲が興奮していくさまを見た歴史学者カール・アレクサンダー・フォン・ミュラー教授は、部隊の指導者カール・マイヤー大尉に「いったん話し出すと止まらない」「弁舌をふるう生まれつきのテノール」がいると告げた。1919年8月15日にレヒフェルト兵舎の帰還兵の前で行った演説は、兵舎の責任者によって「ユダヤ人による批判を許してしまう」と評されたほど反ユダヤ主義色の強いものであったが、帰還兵たちは「受講者全員が感激し」、「生まれつきの民衆演説家」と絶賛するレポートを書いている。ヒトラー自身も「私は『演説する』ことができた」と『我が闘争』において振り返っている。
9月12日、ヒトラーはマイヤー大尉に「ドイツ労働者党」という小政党の調査を命じられた。そこでバイエルンとオーストリアの連合を主張していたバウマン教授に反発し、大ドイツ主義を説く演説を行った。この演説を高く評価した党の指導者のひとりであったアントン・ドレクスラーはヒトラーに入党を要請、ヒトラー自身も応じることとなった。ヒトラーは演説家としての声望が高まるにつれ党内での地位を高め、1920年1月には党の宣伝部長となった。2月24日には国家社会主義ドイツ労働者党の発足となる2000人を集めた集会で演説を行い、25カ条綱領を採択させた。この演説でヒトラーは優秀な演説家の一人として評価を受けることとなり、党の集会には毎回1000人から2000人が集まるようになり、のちの副総統ルドルフ・ヘスもヒトラーの演説に感動して入党を決めている。このころヒトラーは通常2時間の間、強い古いドイツと弱い今のドイツを対比させ、独裁を求めつつ、反ユダヤ主義を訴えるという手法をとっていた。1921年7月29日には党の独裁的指導権を手に入れ、「指導者」（ドイツ語: Führer ）と呼ばれるようになった。ヒトラーはこのころまで自らを運動の「太鼓たたき」（ドイツ語: Trommler）としていたが、やがてドイツを指導する人物であることを意識した演説を行うようになった。
ミュンヘン一揆での裁判中、法廷で行われたヒトラーの演説は、新聞報道を経て全国規模で彼に対する注目を高めることとなり、エーリヒ・ルーデンドルフ将軍と並ぶ大物であると認識されるようになった。出獄後にはヒトラーの影響力を懸念した各地の州政府によって、次々と公開演説禁止命令が出されている。ヒトラーは禁止命令が出ていない地域で演説を行い、それ以外ではアドルフ・ワーグナーに原稿を代読させた。演説禁止が解除されてからも積極的な演説活動を続けたが、1932年頃になると喉の酷使で声帯が麻痺する恐れがあると診断されるようになった。そこでヒトラーはオペラ歌手パウル・デフリーントの指導を受け、声帯に負担をかけずよく通る発声術や、効果的なジェスチャーを身につけた。ヒトラーはそれまで演説をするたび汗まみれになり、疲労困憊となっていたが、正しい発声法により声量も増えた。また演説中に感情が高まりすぎてコントロールできなくなることもしばしばあったが、「銀色の犬の首輪」を見つめて気を落ち着かせることで、感情をコントロールできるようになった。ヒトラーはデフリーントに「これで私はもはや弁士として問題がなくなった」と感謝の気持ちを伝えている。

### 政権獲得後の演説

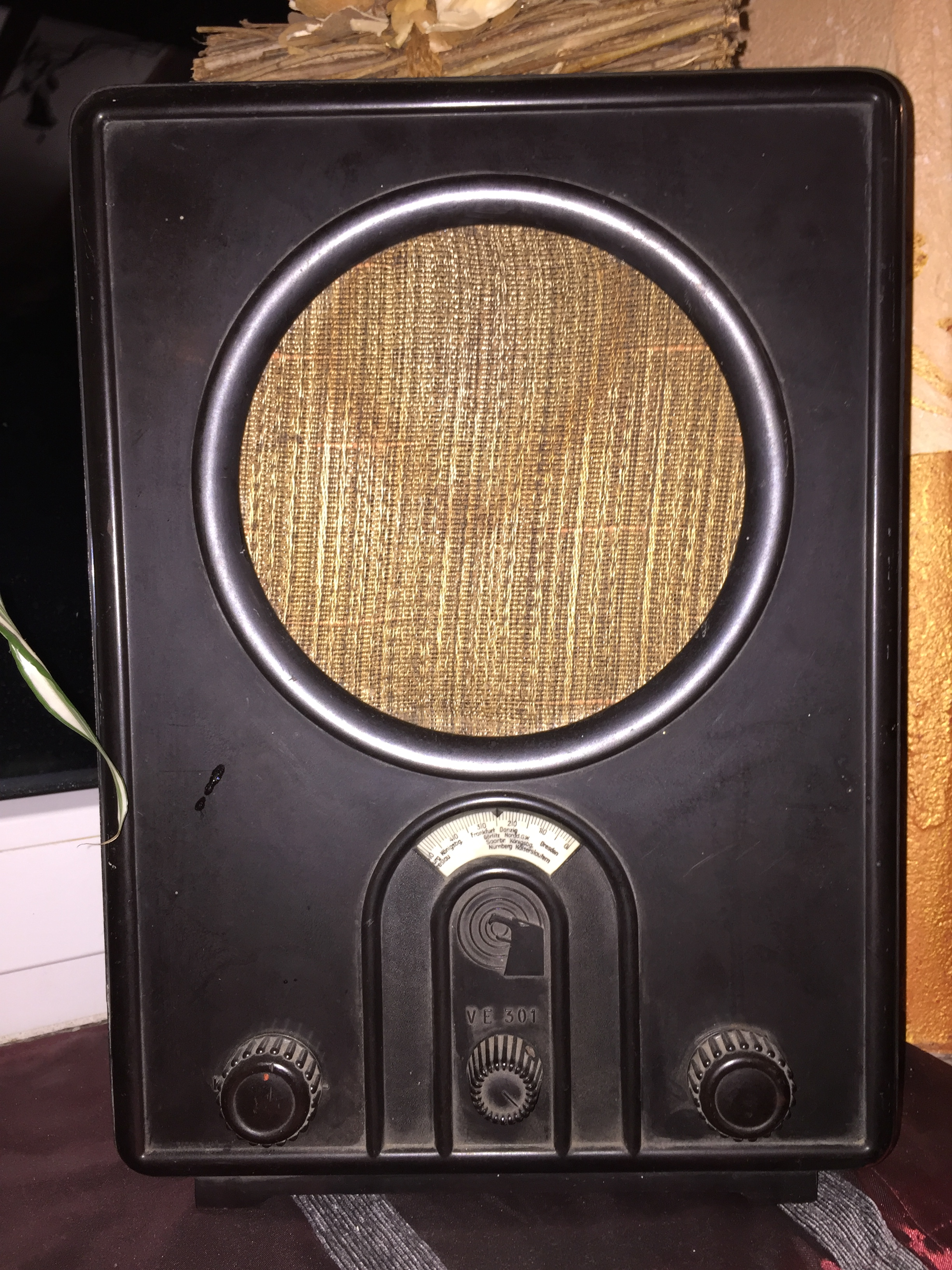
国民啓蒙・宣伝省によって生産が命令された国民ラジオ「VE-301」。301はヒトラー首相就任日1月30日にちなんでつけられた。

ドイツ国首相に就任した翌日の2月1日、ヒトラーはラジオで首相としての施政方針演説を行った。しかし聴衆のないラジオ演説に戸惑ったヒトラーは、ほとんど原稿を読み上げるだけであった。翌日には再録音が行われたが、ヒトラーは「今でもまだ満足できていない」とラジオ演説には課題が残ることを述べている。しかし国民啓蒙・宣伝省大臣となったヨーゼフ・ゲッベルスは「ラジオ放送は最も近代的で最も重要な大衆感化の手段」であると考えており、76ライヒスマルクという破格の値段でラジオ受信機を販売させた。こうしてラジオ放送で総統演説が頻繁に流されるようになった。ラジオ放送の聴取は国民に義務付けられ、どこでどのようにラジオを聞いたかの報告が求められたが、亡命ドイツ社会民主党の『ドイツ通信』によれば多くの人々が繰り返される演説に飽き飽きしており、ほとんど放送を聞かなかった。このこともあって1934年以降は演説放送回数は半減している。
それでも1936年3月7日のラインラント進駐を説明するヒトラー演説は高い評価を受け、支持に消極的な人にも感銘を与えたと『ドイツ通信』で報告されている。ただし動員されない演説に自ら集まる国民は少数であり、3月14日のテレージエン緑地で行われたヒトラー演説でも、聞くものはごくわずかであったという。1936年5月には映像収録設備と関係するスタッフを集め、ドイツ全国どこでも30万人規模の大会が開ける部隊、ドイツ全国自動車キャラバン隊（ドイツ語: Reichsautozug Deutschland）が創設され、ヒトラーをはじめとする演説者の可動性が飛躍的に高まった。
第二次世界大戦でドイツが苦戦に追い込まれると、ヒトラーの演説の効果はさらに低下していった。親衛隊による「世情報告」では、「予言と約束が当たらないので、個々の指導的人物のことばに対する国民の信頼は、相当に損なわれた」と指摘しており、ヒトラー自身の演説に対する意欲も減退、回数も減り、1943年2月以降は聴衆のいないラジオ演説が主体となっている。戦争が終局になり、ヒトラーの数少ない、ただ原稿を棒読みするだけの力のない演説は戦況に影響を与えることもなく、1945年1月30日のラジオ演説を最後としてヒトラーの演説は伝えられることもなくなった。

## ヒトラー演説の特徴

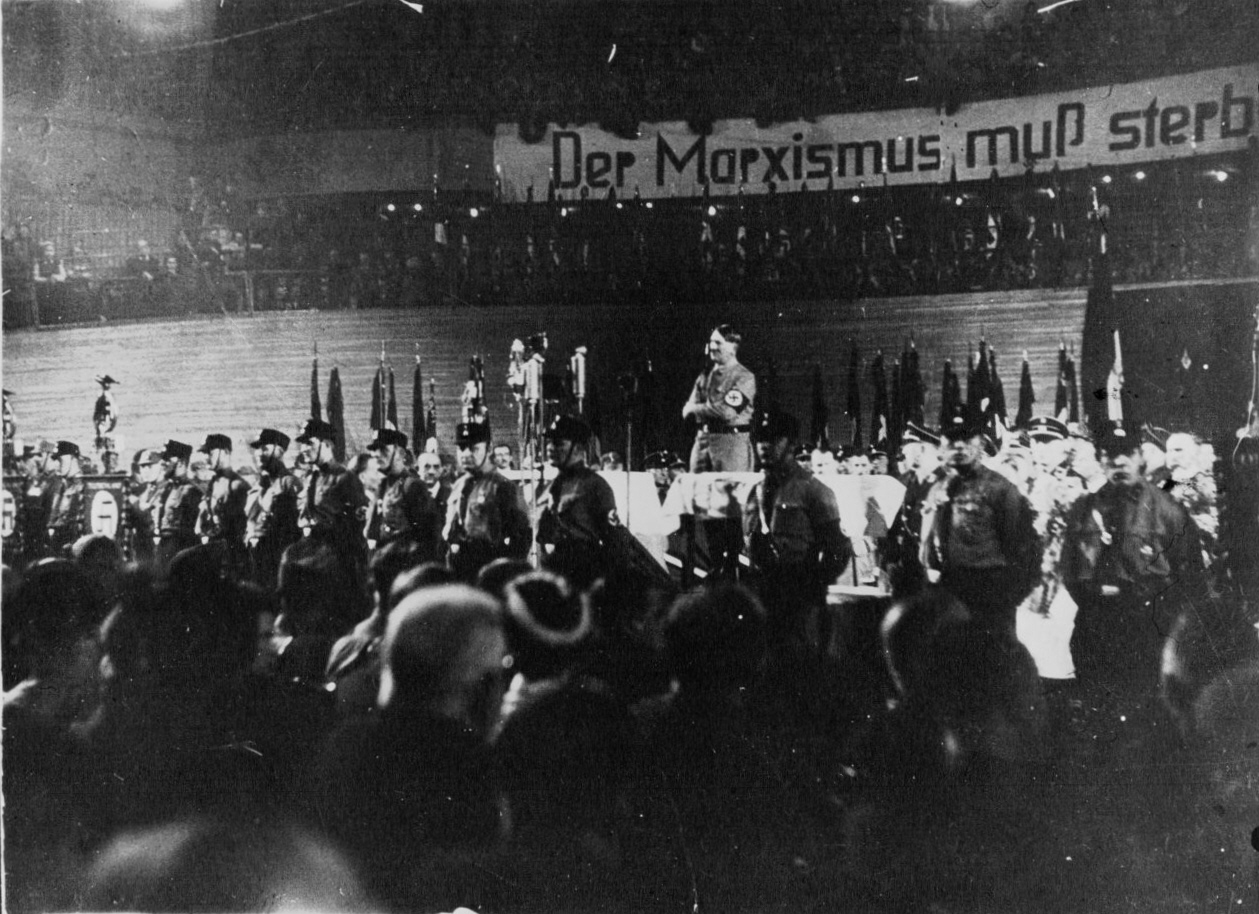
1933年2月10日、ベルリン・スポーツ宮殿で行われた政権掌握後初の演説集会。この模様は宣伝映画として記録され、33分間という現存するヒトラーの演説映像の中では最も長いものである。

ヒトラーは「人を味方につけるには、書かれた言葉よりも語られた言葉のほうが役立ち、この世の偉大な運動はいずれも、偉大な書き手ではなく偉大な演説家のおかげで拡大する」と演説の力を極めて高く評価していた。また「大学教授に与える印象によってではなく、民衆に及ぼす効果」によって演説の価値が量られるとしている。ヒトラーの演説は一見その場のアドリブのように見えるが、実際には詳細なメモ書きによって構成されていた。一見変わった言い方をしている場合にも、大衆の興味をひく意図があってあえて変更していることもあった。また内容の点でも対比法、平行法を駆使しており、ヒトラーの演説は修辞的な面で1925年頃にすでに完成の域に達していた。
カール・ツックマイヤーが「大衆を興奮させ、感激させる術を心得ており、」「俗物の大きなうなり声と金切り声で大衆を魅了した」と評しているように高い声がヒトラー演説の特徴であるが、通常時のヒトラーの声は決して高くはなく60～160ヘルツの基本周波数で話している。しかし1933年2月10日の演説では平均200～400ヘルツと、1オクターブ以上も高い音程で語っている。

## 主要な演説
| 日付   | 日付            | 場所                                                     | 内容その他 |
| ------ | --------------- | -------------------------------------------------------- | --- |
| 1919年 | 8月15日         | レヒフェルト                                             | 帰還兵に対する演説「社会政策と経済政策に対するスローガン」                                                                                             |
| 1919年 | 9月12日         | ミュンヘン                                               | ドイツ労働者党に入党するきっかけとなる演説 |
| 1919年 | 10月16日        | ミュンヘン                                               | ドイツ労働者党の弁士として、一般聴衆を前にした初めての演説。                                                                                           |
| 1920年 | 1月7日          | ミュンヘン                                               | ドイツ民族至上主義攻守同盟における演説。 |
| 1920年 | 2月24日         | ミュンヘン、ホーフブロイハウス                           | 25カ条綱領の採択、国家社会主義ドイツ労働者党（ナチ党）の創設。                                                                                         |
| 1920年 | 4月27日         | ミュンヘン、ホーフブロイハウス                           | 。 |
| 1920年 | 8月13日         | ミュンヘン、ホーフブロイハウス                           | 「なぜ我々は反ユダヤ主義者なのか」。 |
| 1921年 | 11月9日         | ミュンヘン、ツィルクス・クローネ                         | 6000人を集めた公開集会。 |
| 1921年 | 11月9日         | ミュンヘン                                               | |
| 1922年 | 4月12日         | ミュンヘン                                               | |
| 1922年 | 9月18日         | ミュンヘン                                               | |
| 1923年 | 4月13日         | ミュンヘン                                               | |
| 1923年 | 4月24日         | ミュンヘン                                               | |
| 1923年 | 4月27日         | ミュンヘン                                               | |
| 1923年 | 5月1日          | ミュンヘン                                               | |
| 1923年 | 8月1日          | ミュンヘン                                               | |
| 1923年 | 9月12日         | ミュンヘン                                               | 「十一月共和国の崩壊」。 |
| 1923年 | 11月8日         | ミュンヘン、ビュルガーブロイケラー                       | ミュンヘン一揆、演説会参加者に対する一揆への支持を求めた演説                                                                                           |
| 1924年 | 2月26日         | ミュンヘン                                               | ミュンヘン一揆の裁判中、裁判所で行われた |
| 1924年 | 3月27日         | ミュンヘン                                               | 同じくミュンヘン一揆の裁判中、裁判所で行われた |
| 1925年 | 2月26日         | ミュンヘン、ビュルガーブロイケラー                       | ナチ党の再建について。10日後、バイエルン州から2年間の演説禁止命令が下る                                                                                |
| 1926年 | 7月3日～4日     | ヴァイマール                                             | 第二回党大会、ヒトラー・ユーゲント成立 |
| 1926年 | 11月23日        | エッセン                                                 | |
| 1927年 | 3月6日          | フィルスビーブルク                                       | バイエルン州における演説禁止令が解かれた翌日の演説。                                                                                                   |
| 1927年 | 8月19日～21日   | ニュルンベルク                                           | 第三回党大会、反ユダヤ主義をより一層強調した |
| 1930年 | 9月16日         | ミュンヘン                                               | |
| 1931年 | 10月17日～18日  | ブラウンシュヴァイク                                     | 第四回党大会、突撃隊による集会という形式がとられた |
| 1932年 | 1月27日         | デュッセルドルフ                                         | ヒトラーのデュッセルドルフ工業クラブ演説 |
| 1932年 | 7月15日         |                                                          | 7月31日の国会選挙に向けた演説 |
| 1932年 | 7月27日         | ベルリン                                                 | |
| 1933年 | 2月1日          | ラジオ演説                                               | 「ドイツ国民に対するドイツ政府の呼びかけ」。最初のラジオ演説。                                                                                         |
| 1933年 | 2月10日         | ベルリン・スポーツ宮殿                                   | 「ドイツ国民よ、我々に四年の歳月を与えよ」で知られる1933年3月ドイツ国会選挙を告知する演説。                                                            |
| 1933年 | 2月15日         | シュトゥットガルト                                       | |
| 1933年 | 3月21日         | ポツダム                                                 | ポツダムの日。 |
| 1933年 | 3月23日         | クロルオペラ                                             | 全権委任法の審議 |
| 1933年 | 4月8日          | ベルリン                                                 | |
| 1933年 | 5月1日          | ベルリン                                                 | テンペルホーフ飛行場にて。「国民労働の日」の演説。 |
| 1933年 | 5月17日         | クロルオペラ                                             | 「平和演説」。 |
| 1933年 | 8月30日～9月3日 | ニュルンベルク                                           | 第五回党大会、政権獲得後初で、レニ・リーフェンシュタールによって記録映画「信念の勝利」が作成された                                                     |
| 1933年 | 10月14日        | ベルリン                                                 | 国際連盟脱退と1933年11月ドイツ国会選挙を告知するラジオ演説。                                                                                           |
| 1933年 | 10月14日        | ベルリン・スポーツ宮殿                                   | 1933年11月ドイツ国会選挙と民族投票における支持を呼び掛ける。                                                                                           |
| 1933年 | 11月10日        | ベルリン                                                 | シーメンス社の工場にて |
| 1934年 | 7月13日         | クロルオペラ                                             | 長いナイフの夜に関しての説明。 |
| 1934年 | 9月4日～10日    | ニュルンベルク                                           | 第六回党大会、レニ・リーフェンシュタールによって記録映画「意志の勝利」が作成された                                                                     |
| 1934年 | 11月8日         | ミュンヘン                                               | |
| 1934年 | 11月9日         | ミュンヘン                                               | |
| 1935年 | 5月21日         | クロルオペラ                                             | 2度目となる「平和演説」。 |
| 1935年 | 9月10日～16日   | ニュルンベルク                                           | 第七回党大会、党大会中の9月15日にニュルンベルク法成立                                                                                                  |
| 1936年 | 3月7日          | クロルオペラ                                             | ラインラント進駐の説明。 |
| 1936年 | 9月8日～9月16日 | ニュルンベルク                                           | 第八回党大会、「四カ年計画」の発表。ドイツ労働戦線でも演説を行った                                                                                     |
| 1936年 | 9月28日         | ベルリン・オリンピアシュタディオンに隣接したマイフェルト | イタリア王国首相ベニート・ムッソリーニとともに演説を行う。                                                                                             |
| 1937年 | 1月30日         | クロルオペラ                                             | |
| 1937年 | 7月19日         | ミュンヘン                                               | ドイツ芸術の家開館記念。退廃芸術に対する非難 |
| 1937年 | 9月6日～9月13日 | ニュルンベルク                                           | 第九回党大会 |
| 1937年 | 11月5日         | 総統官邸                                                 | 秘密会議の席上。チェコスロバキアとオーストリアに対する戦争計画を語る（ホスバッハ覚書）                                                                 |
| 1938年 | 2月20日         | クロルオペラ                                             | オーストリアに対する恫喝的な演説。 |
| 1938年 | 3月12日         | リンツ市庁舎                                             | オーストリアのドイツへの併合を宣言する演説（アンシュルス）。                                                                                           |
| 1938年 | 4月1日          | シュトゥットガルト                                       | シュヴァーベンハレ (Schwabenhalle) にて |
| 1938年 | 5月1日          | ベルリン                                                 | ベルリン・オリンピアシュタディオンにて |
| 1938年 | 5月1日          | ベルリン                                                 | ルストガルテンにて |
| 1938年 | 9月6日～12日    | ニュルンベルク                                           | 第十回党大会。12日の演説で、チェコスロバキアに対してズデーテン地方の割譲を要求。                                                                       |
| 1938年 | 10月5日         | ベルリン                                                 | ベルリン・スポーツ宮殿にて |
| 1938年 | 10月9日         | ザールブリュッケン                                       | |
| 1938年 | 11月6日         | ヴァイマール                                             | |
| 1939年 | 1月30日         | ベルリン                                                 | 戦争となれば、「ヨーロッパにおけるユダヤ人の絶滅」が起こるだろうとした演説。（ヒトラーの予言演説）                                                     |
| 1939年 | 4月1日          | ヴィルヘルムスハーフェン                                 | |
| 1939年 | 4月28日         | ベルリン                                                 | フランクリン・ルーズベルトアメリカ大統領に向けた演説                                                                                                   |
| 1939年 | 8月22日         | ベルヒテスガーデン                                       | オーバーザルツベルクにて、軍司令部にポーランド侵攻を指示（オーバーザルツベルク演説）                                                                   |
| 1939年 | 9月1日          | クロルオペラ                                             | ヒトラーによる1939年9月1日の国会演説。ポーランドによる攻撃にドイツ軍が反撃したという演説（ポーランド侵攻）。                                           |
| 1939年 | 9月19日         | ダンツィヒ                                               | |
| 1939年 | 10月6日         | ベルリン                                                 | |
| 1939年 | 11月8日         | ミュンヘン、ビュルガーブロイケラー                       | ミュンヘン一揆を記念した短い演説。この直後、ヨハン・ゲオルク・エルザーの仕掛けた爆弾が爆発したが、ヒトラーは予定を早めて出発していたために難を逃れた。 |
| 1939年 | 11月23日        | 総統官邸                                                 | ヒトラーによる1939年11月23日の指揮官に対する演説 |
| 1940年 | 7月19日         | クロルオペラ                                             | イギリスに対する和平を求める演説。 |
| 1940年 | 12月10日        | ベルリン                                                 | ラインメタルやボルジッヒに向けて |
| 1941年 | 1月30日         | ベルリン・スポーツ宮殿                                   | イギリスに対する非難演説 |
| 1941年 | 2月24日         | ミュンヘン                                               | |
| 1941年 | 3月16日         | ベルリン                                                 | |
| 1941年 | 3月30日         | ベルリン                                                 | 独ソ戦に参加する高級将校に戦争の性格を「絶滅戦」であると告げた演説。                                                                                   |
| 1941年 | 4月6日          | ベルリン                                                 | |
| 1941年 | 5月4日          | クロルオペラ                                             | バルカン戦線 (第二次世界大戦)での勝利を伝える国会での演説、Address to the Reichstagを参照                                                              |
| 1941年 | 6月14日         | 総統官邸                                                 | ヒトラーによる1941年6月14日の指揮官に対する演説 |
| 1941年 | 10月3日         | ベルリン                                                 | 独ソ戦の勝利が目前であるという演説。 |
| 1941年 | 12月11日        | クロルオペラ                                             | アメリカ合衆国へ宣戦布告（ウィキソース、アドルフ・ヒトラーによる対米宣戦布告）                                                                         |
| 1942年 | 1月30日         | ベルリン                                                 | 政権獲得9周年式典での演説。独ソ戦の苦戦を表現。。 |
| 1942年 | 11月8日         | レーヴェンブロイケラー                                   | スターリングラード攻防戦で「スターリングラードが事実上陥落した」という演説。ヒトラーのスターリングラード演説                                           |
| 1943年 | 3月21日         | ベルリン                                                 | 第一次世界大戦英雄記念日 (Heldengedenktag) での演説 |
| 1943年 | 9月10日         | ヴォルフスシャンツェ                                     | 連合国への報復と、イタリアの降伏のような事態はドイツでは発生しないという演説                                                                           |
| 1943年 | 11月8日         | レーヴェンブロイケラー                                   | ミュンヘン一揆記念日演説 |
| 1943年 | 11月11日        | ブレスラウ                                               | 国防軍士官候補生に向けて |
| 1944年 | 1月1日          | ベルリン                                                 | 新年に対する所感を述べたラジオ演説 |
| 1944年 | 1月27日         | 総統官邸                                                 | 高級指揮官を前に、忠誠心に関する演説。エーリヒ・フォン・マンシュタインのヤジに耐え切れず、演説を終了している                                           |
| 1944年 | 1月30日         | ヴォルフスシャンツェ                                     | 政権獲得11周年のラジオ演説 |
| 1944年 | 6月26日         | ベルリン                                                 | 軍需産業の代表者を前にした演説 |
| 1944年 | 7月1日          | ベルリン                                                 | エドゥアルト・ディートル上級大将の追悼演説 |
| 1944年 | 7月4日          | ベルヒテスガーデン                                       | 国内の産業従事者に向けて |
| 1944年 | 7月20日         | ヴォルフスシャンツェ                                     | クラウス・フォン・シュタウフェンベルクらによる7月20日事件に関するラジオ演説                                                                            |
| 1945年 | 1月1日          | アドラーホルスト                                         | 新年のラジオ演説 |
| 1945年 | 1月30日         | 総統官邸                                                 | ラジオ演説、ヒトラーによる最後の演説 |